# Claude Ozankom
Claude Ozankom (* 9. Mai 1958 in Idiofa) ist ein kongolesischer Fundamentaltheologe.

## Leben
Er studierte Philosophie, katholische Theologie und Religionswissenschaft. Nach der Priesterweihe 1989 und Einsatz in der Seelsorge promovierte er 1992 bei Heinrich Döring in München in Theologie, es folgte 1995 eine Promotion in Philosophie (Dr. phil.) (München). Nach der Habilitation 1999 für Fundamentaltheologie, ökumenische Theologie und Religionswissenschaft (München) lehrte er ab Sommersemester 1999 als Privatdozent (München) und Gastdozent (Kongo). Ab 1. März 2003 war Professor für Theologie Interkulturell und Studium der Religionen (Universität Salzburg). Am 1. Oktober 2006 wurde er Professor für Fundamentaltheologie, Religionsphilosophie und Theologie der Religionen (Universität Bonn).

## Schriften (Auswahl)
- Gott und Gegenstand. Martin Heideggers Objektivierungsverdikt und seine theologische Rezeption bei Rudolf Bultmann und Heinrich Ott (= Beiträge zur ökumenischen Theologie. Band 25). Schöningh, Paderborn 1994, ISBN 3-506-70775-2 (zugleich Dissertation, München 1992).
- Herkunft bleibt Zukunft. Das Traditionsverständnis in der Philosophie Marcien Towas und Elungu Pene Elungus im Lichte einer These Martin Heideggers (= Philosophische Schriften. Band 26). Schöningh, Berlin 1997, ISBN 3-428-08724-0 (zugleich Dissertation, Hochschule für Philosophie München 1995).
- Christliche Botschaft und afrikanische Kultur. Zur Bedeutung der afrikanischen Tradition in der afrikanischen Theologie am Beispiel des Kongo (= Beiträge zur Fundamentaltheologie und Religionsphilosophie. Band 4). Ars Una, Neuried 1999, ISBN 3-89391-454-4 (zugleich Habilitationsschrift, München 1999).
- als Herausgeber: Einst Staatsaffäre – dann Privatsache – heute ein Politikum. Die Gretchenfrage der Religion (= Salzburger theologische Studien. Band 30). Tyrolia-Verlag, Innsbruck 2006, ISBN 3-7022-2806-3.
- als Herausgeber mit Chibueze Udeani: Globalisierung – Kulturen – Religionen (= Intercultural theology and study of religions. Band 1). Rodopi, Amsterdam/New York 2006, ISBN 90-420-2043-1.
- Einander in der Wahrheit begegnen. Die Regensburger Vorlesung Papst Benedikts XVI. und der interreligiöse Dialog. Pustet, Regensburg 2007, ISBN 3-7917-2103-8.
- als Herausgeber mit Chibueze Udeani: Theology in intercultural design / Theologie im Zeichen der Interkulturalität. Interdisciplinary Challenges – Positions – Perspectives / Interdisziplinäre Herausforderungen – Positionen – Perspektiven (= Intercultural theology and study of religions. Band 3). Rodopi, Amsterdam/New York 2010, ISBN 978-90-420-2969-9.
- Begegnungen mit Jesus in Afrika. Afrikanische Glaubenswirklichkeit in theologischer Perspektive. Schöningh, Berlin 2011, ISBN 978-3-506-77159-9.
- als Herausgeber: Katholizität im Kommen? Katholische Identität und gegenwärtige Veränderungsprozesse. Pustet, Regensburg 2011, ISBN 978-3-7917-2351-8.
- Christliche Theologie im Horizont der Einen Welt. Pustet, Regensburg 2012, ISBN 3-7917-2462-2.